# Marie-Louise O'Murphy
Marie-Louise O'Murphy de Boisfaily, även kallad Mademoiselle de Morphy eller la belle Morphise, född 21 oktober 1737 i Rouen, död 11 december 1814 i Paris, var älskarinna till Ludvig XV av Frankrike. Hon hade denna roll 1753–1755, varefter hon ersattes i denna roll av sin syster Brigitte.

## Biografi

### Bakgrund
O'Murphy var dotter till Daniel O’Murphy de Boisfaily, en irländsk officer som blivit skomakare i Rouen. Hon var den yngsta av syskonen (alla flickor). Familjen flyttade efter faderns död med modern till Paris, där Marie-Louise och hennes systrar skolades in i demi-monde-kretsarna, som skådespelare eller/och kurtisaner.

### Kungens älskarinna
År 1752 (alternativt 1753) blev O'Murphy placerad i Parc-aux-cerfs, rådjursparken vid Versailles, som en av kungens favoritälskarinnor innan hon hade fyllt femton år. Ludvig XV ska ha inlett förbindelsen efter att Casanova hade visat honom ett nakenporträtt av henne målat av François Boucher (1752). Scenen beskrivs i Casanovas memoarer och tycks ha varit frågan om en försäljning av hennes sexuella tjänster. Prostitution av/med tonåriga eller i vissa fall ännu yngre flickor förekom vid denna tid, bland annat bland inom floristnäringen.
O'Murphy var inte kungens mätress (maîtresse-en-titre) utan hans inofficiella älskarinna (petite maîtresse). Hon visade sig inte öppet vid hovet utan bodde i hemlighet i huset i Parc-aux-cerfs när kungen var i Versailles. Hon smugglades i hemlighet upp till kungens privata rum på slottet då han ville träffa henne, och hon följde med i en vagn bland hovets tjänstefolk när kungen vistades på andra kungliga slott.  
Marie-Louise O'Murphy beskrivs som äventyrlig och intresserad av musik och Voltaires idéer. Hon hade ambitionen att presenteras vid hovet som kungens officiella mätress. Då hon 1754 försökte avsätta Madame de Pompadour och bli mätress (i dennas ställe) avslutade Ludvig XV relationen och ersatte henne med hennes syster Brigitte O'Murphy.

### Senare liv
O'Murphy giftes år 1755 bort med den utfattige greve de Beaufranchet, i ett äktenskap arrangerat av Ludvig och där kungen stod för hennes 200 000 livres i hemgift. Hon fick där en son, generalen Louis Charles Antoine de Beaufranchet. Hennes man hade en tjänst i armén, vilket även kunde ge honom en militär pension. Två år senare avled han dock, varvid O'Murphy åter kom att umgås i kungliga kretsar. Hon gifte 1759 om sig med François Nicolas Le Normant, en avlägsen släkting till Pompadours make.
Marie-Louise O'Murphy fängslades under skräckväldet vid franska revolutionen, på grund av sina kontakter med kungahuset. Hon undgick dock att giljotineras. År 1795 gifte hon sig med den trettio år yngre politikern Louis-Philippe Dumont, som hon skilde sig från två år senare.     

### Dotter och sista tid
Hon fick en dotter med kungen, Agathe Louise de Saint-Antoine (1754–1774). Dottern gifte sig 1773 med René-Jean-Mans de La Tour du Pin, markis de la Charce (1750–1781), och avled barnlös.
Marie-Louise O'Murphy avled 1814.